# Anisozyga extravagans
Anisozyga extravagans là một loài bướm đêm trong họ Geometridae.